# Saint-Étienne-de-Fursac
Saint-Étienne-de-Fursac ist eine Ortschaft und eine Commune déléguée in der französischen Gemeinde Fursac mit 740 Einwohnern (Stand: 1. Januar 2018). Die Bewohner nennen sich Fursacois.
Die Gemeinde Saint-Étienne-de-Fursac wurde am 1. Januar 2017 mit Saint-Pierre-de-Fursac zur neuen Gemeinde Fursac zusammengeschlossen. Sie gehörte zur Region Nouvelle-Aquitaine, zum Département Creuse, zum Arrondissement Guéret und zum Kanton Le Grand-Bourg.

## Geografie
Saint-Étienne-de-Fursac liegt im Nordwesten des Zentralmassivs auf 324 Metern über der Meereshöhe. Hier mündet der Peyroux in die Gartempe.
Die Gemeinde grenzte im Nordwesten an Saint-Pierre-de-Fursac, im Norden an Saint-Priest-la-Feuille, im Nordosten an Chamborand, im Osten an Le Grand-Bourg, im Südosten an Marsac, im Süden an Arrènes, im Südwesten an Laurière und im Westen an Folles.

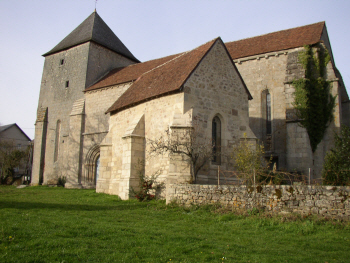
Kirche des Tempelordens Commanderie de Paulhac, ein Monument historique

## Bevölkerungsentwicklung der ehemaligen Gemeinde
| Jahr      | 1962 | 1968 | 1975 | 1982 | 1990 | 1999 | 2008 | 2018 |
| --------- | ---- | ---- | ---- | ---- | ---- | ---- | ---- | ---- |
| Einwohner | 1248 | 1084 | 882  | 904  | 843  | 816  | 849  | 740  |